# Мервана Југић Салкић
Мервана Југић-Салкић је професионална босанскохерцеговачка тенисерка рођена у Зеници 14. маја 1980.
Тенис је почела играти у 13 години. Први учитељ јој је био Драган Диклић. Брзо је напредовала и 1999. почиње професионално да се бави тенисом.
У каријери је успешнија била у дублу. Освојила је 2 ВТА турнира у игри парова, а 14 ИТФ турнира појединачно и 37 у игри парова.
Као члан тениске репрезентације Босне и Херцеговине учествовала је на Олимпијским играма у Грчкој 2004. и Фед купу.

### Пласман на ВТА листи на крају сезоне
| Година  | 1998 | 1999 | 2000 | 2001 | 2002 | 2003 | 2004 | 2005 | 2006 | 2007 | 2008 | 2009 | 2010 | 2011 |
| Пласман | 695  | 364  | 490  | 493  | 438  | 134  | 157  | 180  | 246  | 227  | 197  | 295  | 462  | 341  |

## Резултати Мерване Југић-Салкић на ВТА турнирима

### Победе појединачно (0)
Ниједан турнир

### Порази у финалу појединачно (0)
Ниједан турнир

### Победе у игри парова (2)
|   | Датум    | име и место турнира        | Кат. | ($)    | Терен       | Партнерка                | Противници                                              | Резултат            |
| 1 | 05/01/04 | АСБ класик Окланд, Окланд  | IV   | 140000 | тврда (от.) | Јелена Костанић Хрватска | Вирхиниа Руано Паскуал Шпанија · Паола Суарез Аргентина | 7-6 (8-6), 3-6, 6-1 |
| 2 | 11/07/05 | Међународни турнир, Модена | IV   | 140000 | земља (от.) | Ј. Бејгелзимер           | Г. Навратилова М. Паштикова                             | 6-2, 6-0            |

### Порази у финалу игре парова (2)
|    | Датум    | име и место турнира                   | Кат.        | ($)     | Терен       | Противници                                       | Партнерка                              | Резултат         |
| 1  | 04/04/08 | Отворено првенство Есторила, Есаторил | IV          | 145.000 | земља (от.) | Марија Кириленко Русија · Флавија Пенета Италија | Ипек Сеноглу Турска                    | 6-4, 6-4         |
| 2. | 16/07/12 | Отворено првенство Шведске, Бостад    | Међународни | 220.000 | земља (от.) | Ева Хрдинова,                                    | Каталина Кастано, Маријана Дуке Марино | 6–4, 5–7, [5–10] |

### Учешће наГренд слемтурнирима

#### Појединачно
| Година | Аустралијан Опен | Аустралијан Опен | Ролан Гарос | Ролан Гарос       | Вимблдон | Вимблдон     | Ју-Ес Опен | Ју-Ес Опен |
| ------ | ---------------- | ---------------- | ----------- | ----------------- | -------- | ------------ | ---------- | ---------- |
| 2004   | -                | -                | 1 коло      | Јелена Дементјева | 1 коло   | Анико Карпош | -          | -          |
| 2005   | -                | -                | 1 коло      | Клара Закопалова  | -        | -            | -          | -          |

### У игри парова
| Година | Аустралијан Опен      | Аустралијан Опен         | Ролан Гарос          | Ролан Гарос            | Вимблдон              | Вимблдон                  | Ју-Ес Опен           | Ју-Ес Опен          |
| ------ | --------------------- | ------------------------ | -------------------- | ---------------------- | --------------------- | ------------------------- | -------------------- | ------------------- |
| 2004   | 1 коло Д. Јурак       | Тина Крижан К. Среботник | 1 коло Д. Јурак      | Els Callens Мајлен Тју | 1 коло Д. Јурак       | Барбара Шет Пати Шнидер   | 2 коло Г Воскобојева | Емил Лоа Никол Прат |
| 2005   | -                     | -                        | -                    | -                      | -                     | -                         | 2 коло М. Паштикова  | Емил Лоа Никол Прат |
| 2006   | 1 коло Ј. Бејгелзимер | Ли Тинг Сун Тиантиан     | 2 коло Е. Бичкова    | Кара Блек Рене Стабс   | 3 коло Ема Лајне      | Е. Данилиду А. М. Гаригес | -                    | -                   |
| 2008   | -                     | -                        | 1 коло Клаудија Јанс | Кара Блек Лизел Хубер  | 1. коло Клаудија Јанс | Gullickson В. Ухлиржова   | -                    | -                   |
| 2009   | 2. коло Киотавонг     | М. Кириленко Ф. Пенета   | 1. коло Т. Путчек    | К. Јанс Росолска       | 1. коло Федак         | К. Јанс Росолска          | -                    | -                   |
| 2012   | -                     | -                        | -                    | -                      | -                     | -                         | 2. коло Декмијер     | Грандин Ухлиржова   |

### Учешће у Фед купу
Детаљи о учешу у Фед купу види:
(језик: енглески) fedcup.com